# Grigore Arghyropolu
Grigore Arghyropolu (Bucarest, 1825-Bucarest, 1892) fue un jurista y político rumano.

## Biografía
Nacido en Bucarest en 1825, completó sus estudios secundarios y de derecho en París, de donde regresó para participar en el movimiento revolucionario de 1848. Magistrado y hombre político, en 1850 fue nombrado juez del Tribunal de Ilfov, luego sucesivamente presidente, miembro del Tribunal de Apelación y del Tribunal Superior de Justicia, desde donde pasó a ser miembro de la Comisión Central, tras el Convenio de París. En 1861, bajo la presidencia de Ştefan Golescu, fue ministro de Justicia, luego diputado a la Asamblea Constituyente y vicepresidente de la Cámara; en 1867 fue ministro de Justicia desde el 1 de octubre hasta el 13 de noviembre teniendo unos días y el interino de Finanzas. Retirado de la política en 1876, falleció en Bucarest el 2 de septiembre de 1892.